# 安住神社
安住神社（やすずみじんじゃ）は栃木県塩谷郡高根沢町にある神社。安産と家を守る御利益がある。本殿は栃木県指定文化財。旧社格は当初、郷社であったが、のち村社。全国バイク神社認定一号。航空安全の信仰も集める。

## 祭神
- 底筒男命・中筒男命・表筒男命（住吉三神）
- 神功皇后（息長足姫命）

## 歴史
899年に新井吉明が住吉大社から分霊。

## 施設
- 朱塗りの大鳥居は1982年に建立。高さ12メートル、幅10メートル。明神鳥居。
- 北村西望作の黄金の狛犬。
- 参集殿（会合施設）
- ヘリコプター離着陸スペース2か所（場外離着陸場）[1]
- やすらぎ霊苑（所在地：栃木県さくら市上阿久津207番）

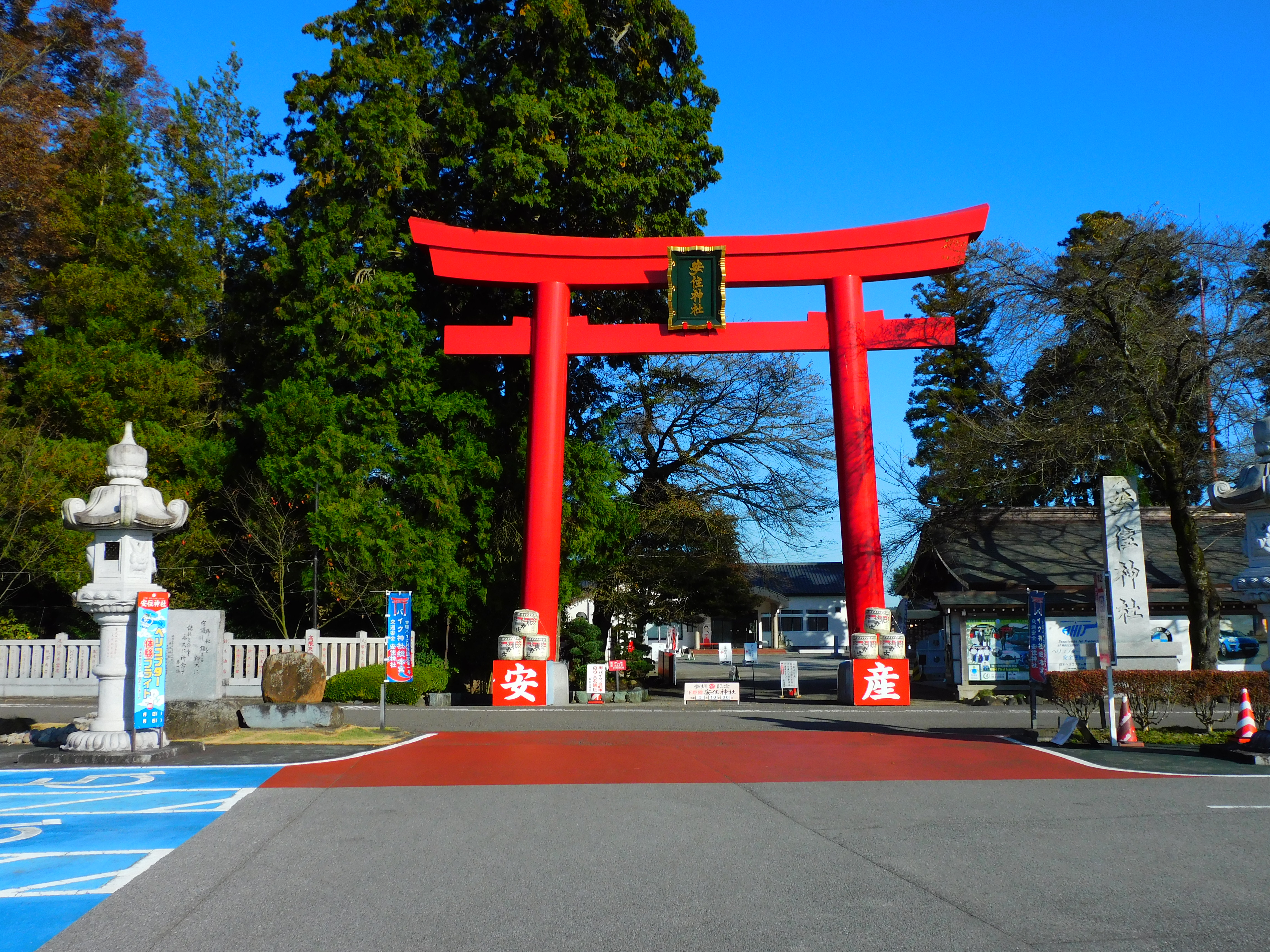
大鳥居
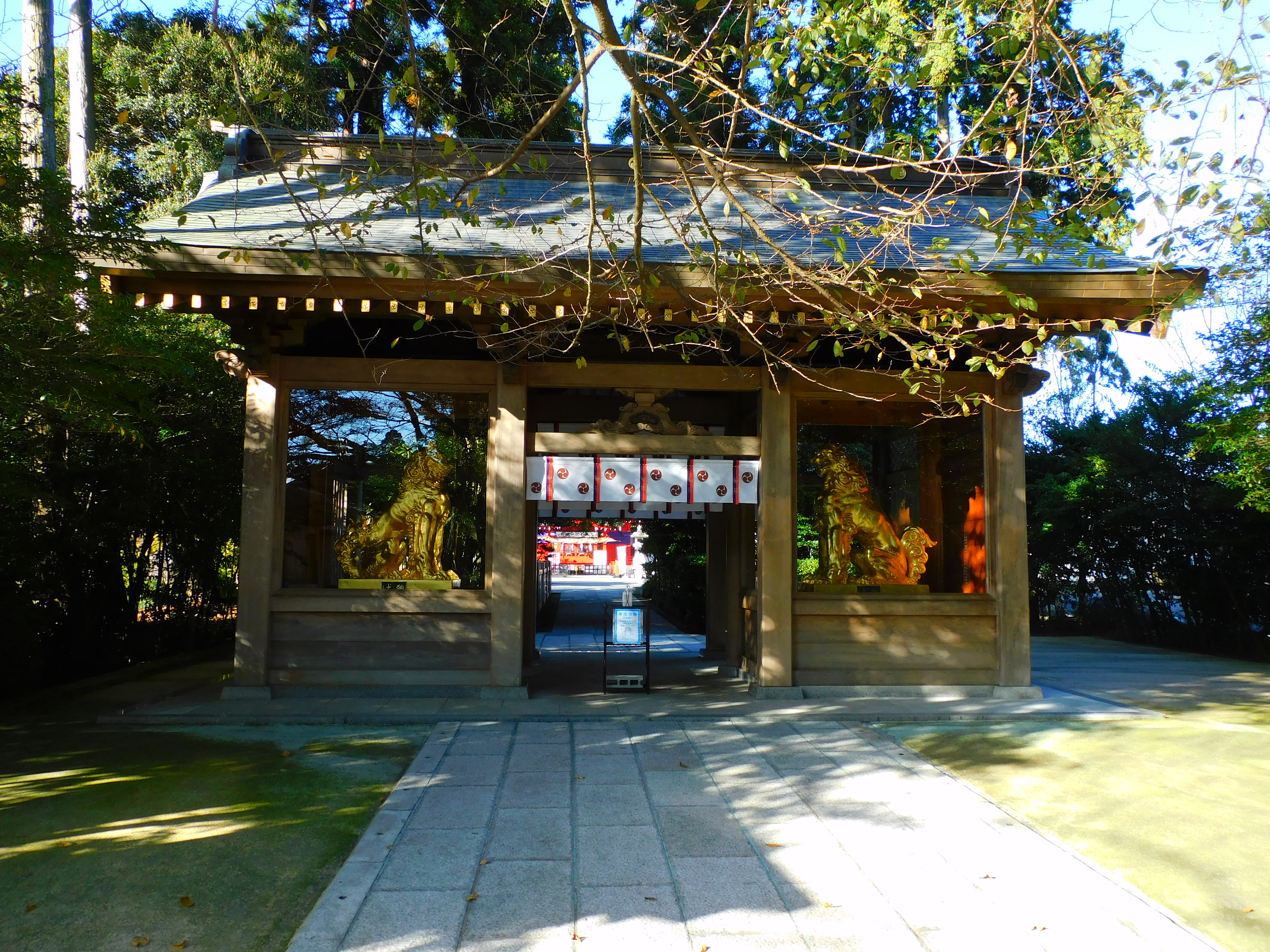
黄金の狛犬がある神門

## 末社
- 天満宮
- 生子神社（うきこじんじゃ。天之御中主神をまつる）
- 星宮神社（経津主神、イワサク・ネサク神をまつる）
- 八雲神社

## 行事
- 大鏡餅奉納式[2][3] - 1982年から始まった年末の行事で、五穀豊穣を願う。神田で収穫された餅米8俵を使用した大鏡餅は重さ約700kg。3段で全高約90cm。直径は約1メートル10cm。上にはダイダイではなく晩白柚を乗せる。2月3日の節分祭で福餅として参拝者に配られる。